# Faiditus
Genre
Synonymes
- Bellinda Keyserling, 1884

Faiditus est un genre d'araignées aranéomorphes de la famille des Theridiidae.

## Distribution
Les espèces de ce genre se rencontrent en Amérique.

## Liste des espèces
Selon World Spider Catalog (version 25.0, 08/05/2024) :
- Faiditus acuminatus (Keyserling, 1891)
- Faiditus affinis (O. Pickard-Cambridge, 1880)
- Faiditus alticeps (Keyserling, 1891)
- Faiditus altus (Keyserling, 1891)
- Faiditus amates (Exline & Levi, 1962)
- Faiditus americanus (Taczanowski, 1874)
- Faiditus amplifrons (O. Pickard-Cambridge, 1880)
- Faiditus analiae (González & Carmen, 1996)
- Faiditus arthuri (Exline & Levi, 1962)
- Faiditus atopus (Chamberlin & Ivie, 1936)
- Faiditus bryantae (Exline & Levi, 1962)
- Faiditus cancellatus (Hentz, 1850)
- Faiditus caronae (González & Carmen, 1996)
- Faiditus caudatus (Taczanowski, 1874)
- Faiditus chicaensis (González & Carmen, 1996)
- Faiditus chickeringi (Exline & Levi, 1962)
- Faiditus cochleaforma (Exline, 1945)
- Faiditus convolutus (Exline & Levi, 1962)
- Faiditus cordillera (Exline, 1945)
- Faiditus cristinae (González & Carmen, 1996)
- Faiditus cubensis (Exline & Levi, 1962)
- Faiditus darlingtoni (Exline & Levi, 1962)
- Faiditus davisi (Exline & Levi, 1962)
- Faiditus dracus (Chamberlin & Ivie, 1936)
- Faiditus duckensis (González & Carmen, 1996)
- Faiditus ecaudatus Keyserling, 1884
- Faiditus exiguus (Exline & Levi, 1962)
- Faiditus fulvus (Exline & Levi, 1962)
- Faiditus gapensis (Exline & Levi, 1962)
- Faiditus gertschi (Exline & Levi, 1962)
- Faiditus globosus (Keyserling, 1884)
- Faiditus godmani (Exline & Levi, 1962)
- Faiditus iguazuensis (González & Carmen, 1996)
- Faiditus jamaicensis (Exline & Levi, 1962)
- Faiditus laraensis (González & Carmen, 1996)
- Faiditus leonensis (Exline & Levi, 1962)
- Faiditus maculosus (O. Pickard-Cambridge, 1898)
- Faiditus mariae (González & Carmen, 1996)
- Faiditus morretensis (González & Carmen, 1996)
- Faiditus nataliae (González & Carmen, 1996)
- Faiditus peruensis (Exline & Levi, 1962)
- Faiditus plaumanni (Exline & Levi, 1962)
- Faiditus proboscifer (Exline, 1945)
- Faiditus quasiobtusus (Exline & Levi, 1962)
- Faiditus rossi (Exline & Levi, 1962)
- Faiditus sicki (Exline & Levi, 1962)
- Faiditus solidao (Levi, 1967)
- Faiditus spinosus (Keyserling, 1884)
- Faiditus striatus (Keyserling, 1891)
- Faiditus subdolus (O. Pickard-Cambridge, 1898)
- Faiditus subflavus (Exline & Levi, 1962)
- Faiditus sullana (Exline, 1945)
- Faiditus taeter (Exline & Levi, 1962)
- Faiditus ululans (O. Pickard-Cambridge, 1880)
- Faiditus vadoensis (González & Carmen, 1996)
- Faiditus woytkowskii (Exline & Levi, 1962)
- Faiditus yacuiensis (González & Carmen, 1996)
- Faiditus yutoensis (González & Carmen, 1996)

Selon World Spider Catalog (version 23.5, 2023) :
- † Faiditus crassipatellaris (Wunderlich, 1988)

## Systématique et taxinomie
Ce genre a été décrit par Keyserling en 1884 dans les Theridiidae. Il est placé en synonymie avec Theridion par Simon en 1894 puis placé en synonymie avec Argyrodes par Levi et Levi en 1962. Il est relevé de synonymie par Agnarsson en 2004.
Bellinda a été placé en synonymie par Agnarsson en 2004.

## Publication originale
- Keyserling, 1884 : Die Spinnen Amerikas II. Theridiidae. Nürnberg, vol. 1, p. 1-222  (texte intégral).